# بیست و چهارمین نمایشگاه بین‌المللی کتاب تهران
بیست و چهارمین نمایشگاه بین‌المللی کتاب تهران طی روزهای ۱۴ الی ۲۴ اردیبهشت ۱۳۹۰ در مکان مصلی تهران برگزار شد.
در این نمایشگاه ۲۳۳۸ ناشر داخلی با ۲۰۸ هزار عنوان کتاب و ۱۶۱۴ ناشر خارجی با ۱۹۶ هزار و ۲۰۰ عنوان کتاب از ۶۷ کشور جهان شرکت خواهند داشت.